# Caldiero
Caldiero (Caldièr in veneto) è un comune italiano di 8 051 abitanti della provincia di Verona in Veneto.
A Caldiero è presente una stazione termale e fa parte della zona di produzione del vino Arcole D.O.C.

## Geografia fisica
Dista 18 km da Verona. Rispetto al capoluogo è in posizione est. Si trova allo sbocco della Val d'Illasi e sulla riva sinistra dell'Adige.
Caldiero è dotato di stazione ferroviaria - asse ferroviario Torino-Trieste. Confina a nord con la SR 11, importantissima via di comunicazione storica est/ovest. Si trova a metà strada tra i caselli autostradali della Serenissima A4 e quindi a circa 7–8 km dal casello di Soave-San Bonifacio verso est e a circa 7–8 km dal casello di Verona est verso ovest. A sud del paese corre la strada provinciale Porcillana, recentemente riassestata e definita completamente da ovest ad est, provenendo dal collegamento con la Tangenziale est di Verona, fino a collegare a sud il paese di San Bonifacio e quindi l'est veronese fino a Vicenza.

## Storia

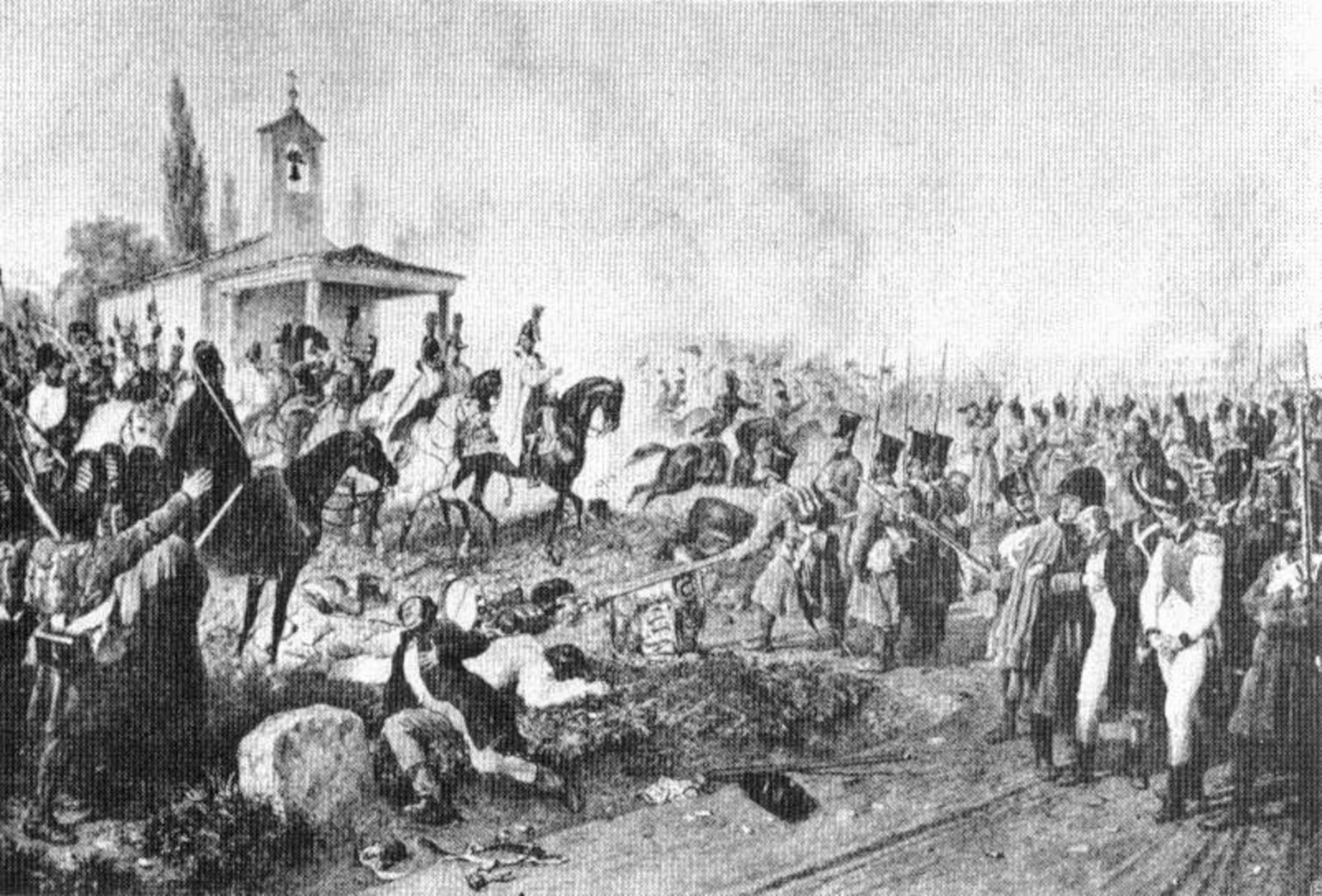
La battaglia di Caldiero (1796)

Noto già al tempo dei romani, Calidarium (nome originario del Paese) offriva le calde terme (alimentate nelle sorgenti Brentella di 27 °C e Bagno della Cavalla di 25 °C) identificate in quelle di Giunone del Console Petronio.
Fu dei Vescovi di Verona che lo cedettero poi (1206) al Comune. Nel 1233 Ezzelino da Romano distrusse il castello esistente sul Monte Rocca. Nella storia di Caldiero vanno ricordati gli Scaligeri, i conti Nogarola, i Visconti e Venezia. La Serenissima fece riattivare le terme (acque magnesiaco-solforose) e concesse al paese statuti propri. Nel piccolo paese di Caldierino, distante circa due chilometri dal Comune e sotto le decisioni del Comune stesso, nel 1777 Gaetano Callido costruì un organo a 500 canne.
In ragione della sua strategica posizione sull'Adige, vi si combatterono ben quattro battaglie delle guerre napoleoniche tra franco-italiani e austriaci, nel 1796 (vittoria austriaca), nel 1805 (vittoria francese), nel 1809 (vittoria austriaca) e nel 1813 (vittoria francese).

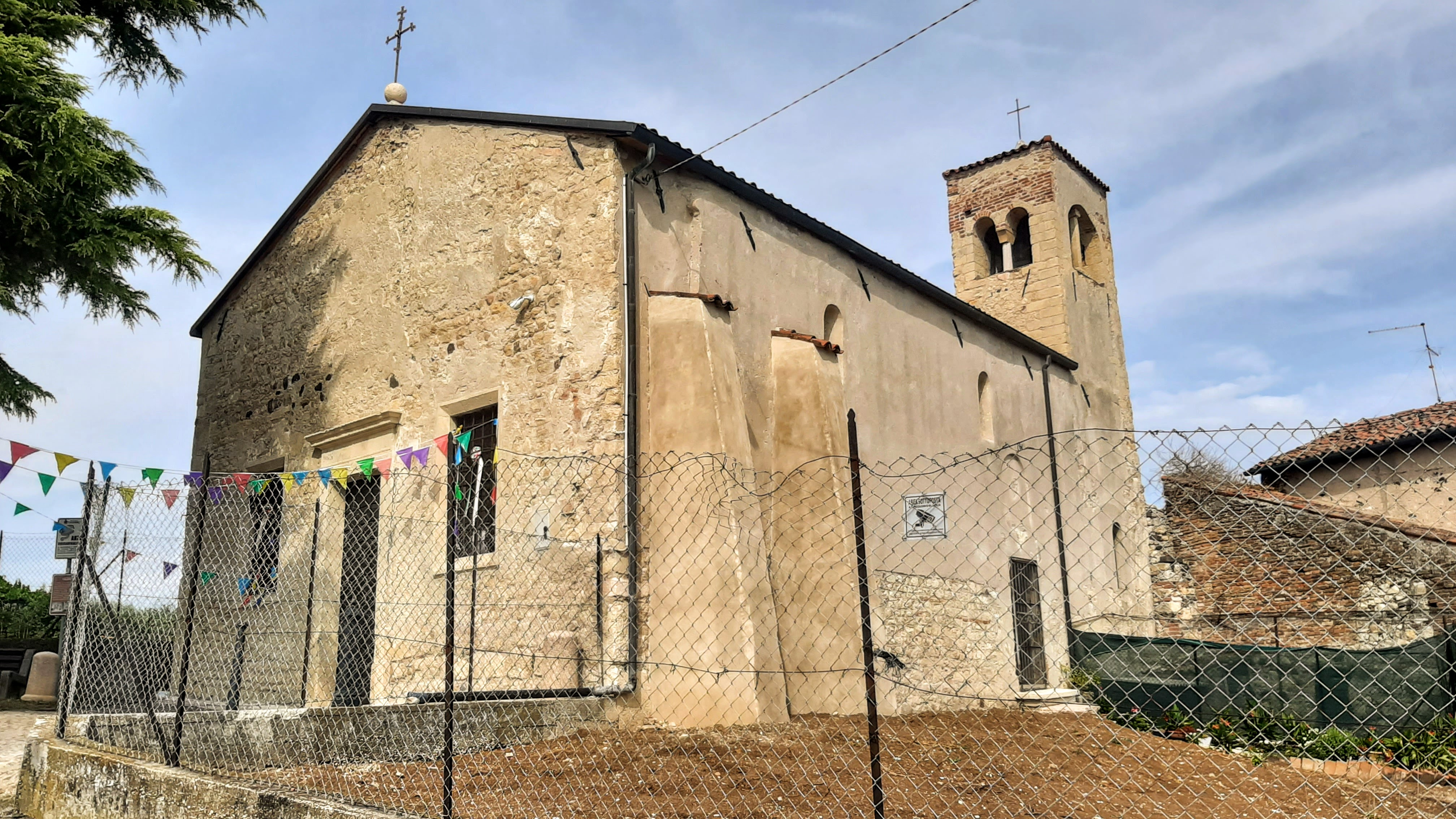
La chiesetta di San Pietro in Colle in Caldiero.

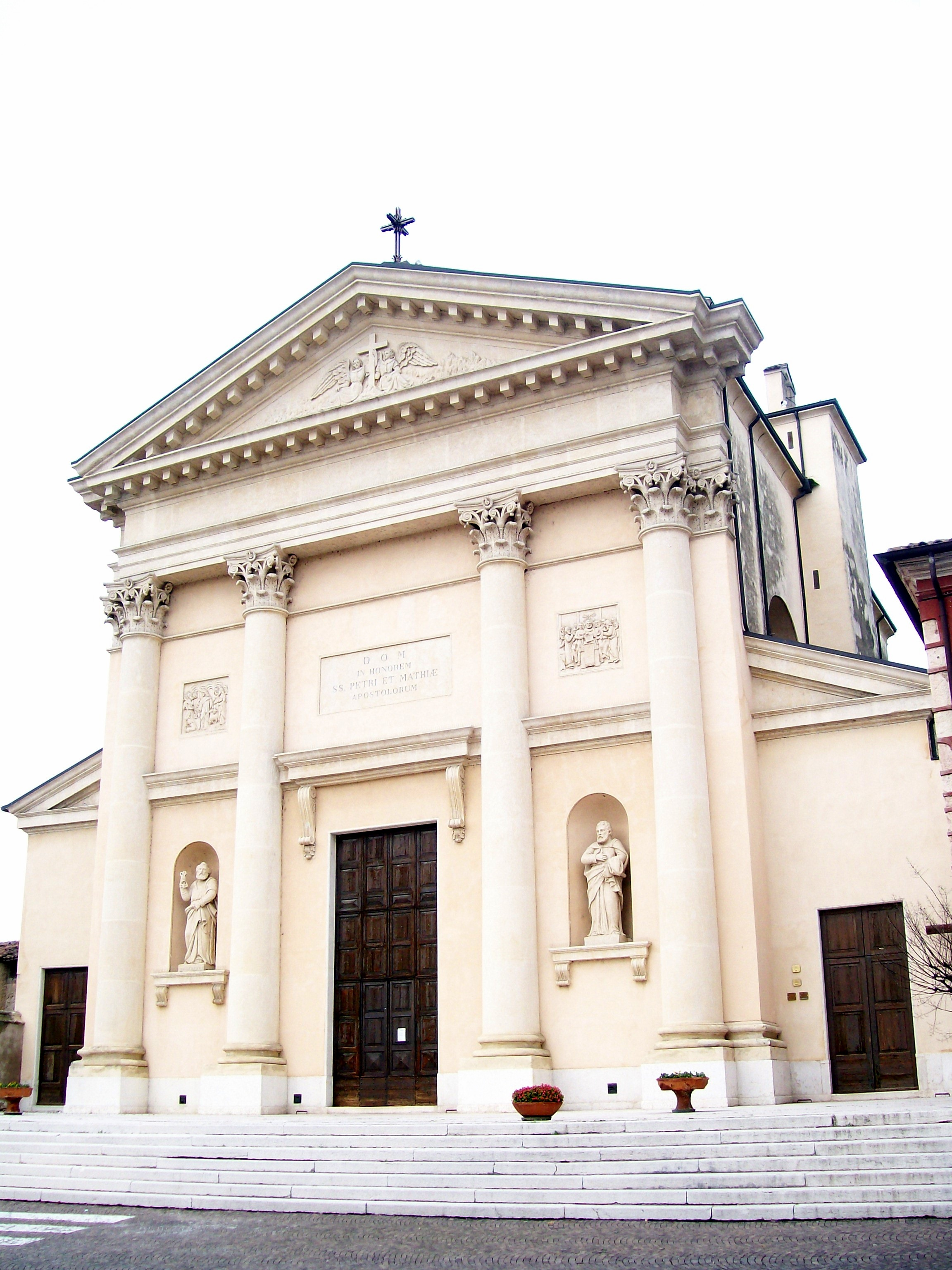
Facciata della chiesa parrocchiale dei Santi Pietro e Mattia in Caldiero.

### Simboli
Lo stemma e il gonfalone del comune di Caldiero sono stati concessi con regio decreto dell'11 luglio 1941.
La blasonatura ufficiale dello stemma comunale è la seguente:
(Art. 8 dello Statuto comunale)
Secondo le disposizioni in vigore all'epoca della convocazione era presente anche il capo del Littorio.
La descrizione del gonfalone concesso è la seguente:
(Art. 8 dello Statuto comunale)
In realtà quale gonfalone il comune usa un drappo interzato in palo di verde, di bianco e di rosso.

## Monumenti e luoghi d'interesse

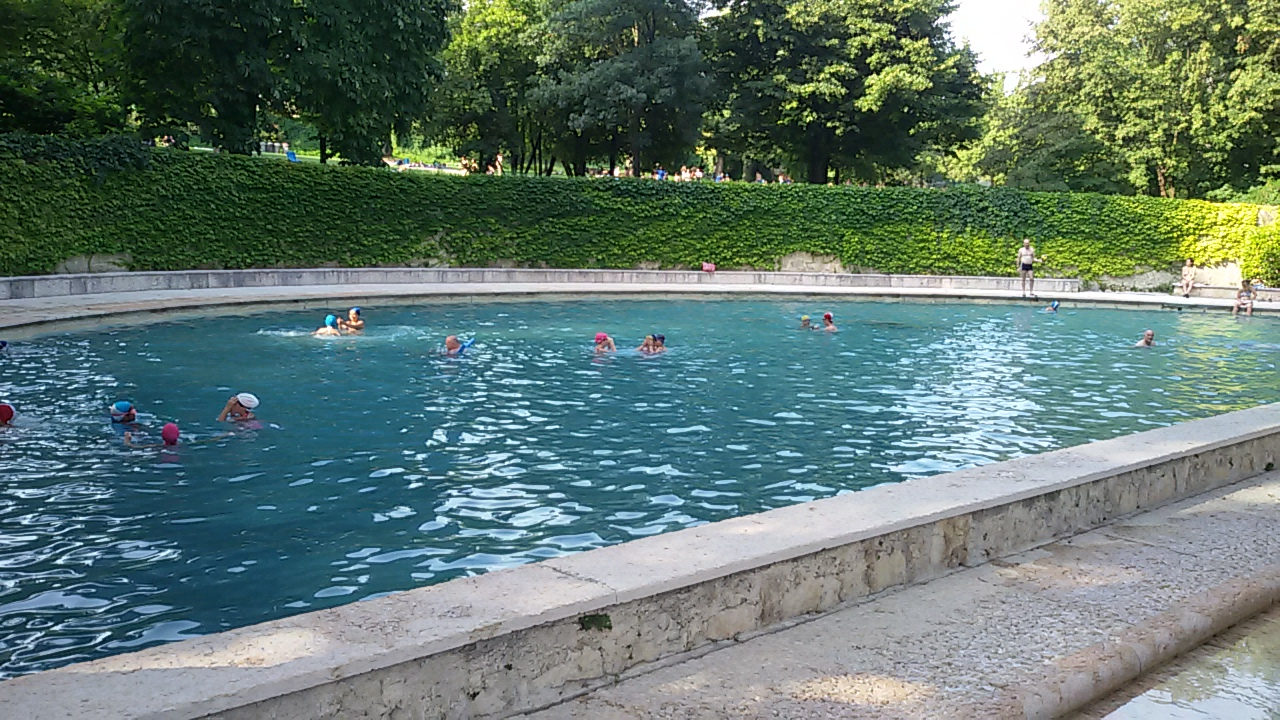
La vasca della Cavalla alle Terme di Giunone.

- Le terme di Giunone con le antiche vasche di origine romana: la Brentella e la Cavalla;
- Chiesa di San Pietro in Colle - XII secolo
- Villa Faccioli - Loredan (Ca' Rizzi) - XVI secolo;
- Villa Da Prato - situata nel capoluogo, di origine del tardo Duecento, ristrutturata in maniera consistente nel XVII secolo, corredata di annessi e parco;
- Parco del Monte Rocca con il fabbricato denominato "La Rocca", situato in posizione predominante sul colle omonimo e il cosiddetto "Castello" e annesse stalle, il tutto citato quale posizione di comando delle forze armate napoleoniche, durante la gestione della battaglia di Arcole.
- Chiesa parrocchiale di Caldiero - Edificata nel XIX secolo.

## Società

### Evoluzione demografica
Abitanti censiti

## Cultura

### Eventi
- Ultima domenica di febbraio - Dal 1870 Fiera di San Mattia Apostolo, santo patrono di Caldiero ed è la festa più antica del paese.
- Seconda domenica di giugno - Antica sagra di Sant'Antonio che si svolge nella frazione di Caldierino.
- Terzo sabato di luglio - Notte Bianca di Mezzaestate
- Ultimo weekend di agosto - Monte Rocca Music Festival

## Economia
Caldiero vive di un'economia di carattere agricolo-artigianale, tipica dei paesi di provincia del cosiddetto "NordEst".
Le aziende agricole, di gestione familiare storico, lavorano la campagna tipica della valpadana con produzione di viticultura, frutteto e seminativi. In particolare la zona è identificata per la produzione del vino "Arcole D.O.C.".
Le aziende artigiane sono di indirizzo vario, meccanico, edile e collegati, tipografico e comunque tutte di carattere di piccola azienda a conduzione diretta.

## Infrastrutture e trasporti

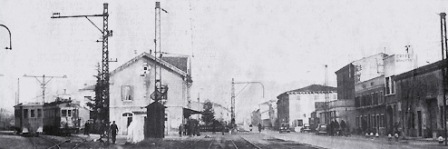
La stazione di Strà di Caldiero

Posta lungo la Strada statale 11 Padana Superiore, Caldiero svolse fra il 1881 e il 1956 un'importante funzione di nodo tranviario, per la presenza della tranvia Verona-Caldiero-San Bonifacio, che percorreva la suddetta statale, e la diramazione che da Strà di Caldiero raggiungeva Tregnago, rappresentando il mezzo di trasporto principale per il collegamento fra Verona e la bassa Val d'Illasi. Le due tranvie furono sostituite nel 1959 da filovie, soppresse tra il 1980 e il 1981.

## Amministrazione
Il comune fa parte dell'Unione Comunale detta Verona Est.

I comuni che ne fanno parte sono: Belfiore, Caldiero, Colognola ai Colli, Illasi e Mezzane di Sotto.
Inoltre il comune fa parte del movimento patto dei sindaci 
| Periodo       | Periodo       | Primo cittadino        | Partito                                                                         | Carica                  | Note          |
| ------------- | ------------- | ---------------------- | ------------------------------------------------------------------------------- | ----------------------- | ------------- |
| 1948          | 1975          | Olinto Marcolungo      | Democrazia Cristiana                                                            | Sindaco                 | [ 9 ]         |
| 1975          | 1980          | Luigi Ferro            | Democrazia Cristiana                                                            | Sindaco                 | [ 9 ]         |
| maggio 1980   | maggio 1990   | Francesco Avogaro      | Democrazia Cristiana                                                            | Sindaco                 | [ 9 ]         |
| maggio 1990   | dicembre 1993 | Giuseppe Massimo Ferro | Democrazia Cristiana                                                            | Sindaco                 | [ 10 ]        |
| dicembre 1993 | giugno 1994   | Renata Carletti        |                                                                                 | Commissario Prefettizio | [ 11 ] [ 12 ] |
| giugno 1994   | maggio 1998   | Giuseppe Chiecchi      | Indipendente                                                                    | Sindaco                 | [ 13 ]        |
| maggio 1998   | maggio 2002   | Roberto Alberti        | Lista civica                                                                    | Sindaco                 | [ 14 ]        |
| maggio 2002   | maggio 2007   | Roberto Alberti        | Lista civica                                                                    | Sindaco                 | [ 15 ]        |
| maggio 2007   | maggio 2012   | Giovanni Molinaroli    | PdL dal 2009, eletto con lista civica "Obiettivo vivi Caldiero 2000"            | Sindaco                 | [ 16 ]        |
| maggio 2012   | giugno 2017   | Giovanni Molinaroli    | PdL fino al 2013 e Fare! dal 2015, eletto con lista civica "Al centro Caldiero" | Sindaco                 | [ 17 ]        |
| giugno 2017   | giugno 2022   | Marcello Lovato        | Lista civica "Al centro Caldiero"                                               | Sindaco                 | [ 17 ]        |
| giugno 2022   | In carica     | Marcello Lovato        | Lista civica "Al centro Caldiero"                                               | Sindaco                 | [ 17 ]        |

## Sport
Il club calcistico comunale, fondato nel 1934, è il Caldiero (colori sociali giallo e verde), che vanta quale maggior successo della propria storia (dipanatasi perlopiù nel dilettantismo) la partecipazione alla Serie C. Le gare interne si giocano allo stadio Mario Berti.